# قائمة مدارس عربية تاريخية
- المدرسة النظامية في بغداد
- المدرسة المستنصرية في بغداد
- مدرسة الاتابكية في دمشق
- المدرسة المرجانية قي بغداد
- مدرسة الظاهر بيبرس
- مدرسة مكتب عنبر في دمشق
- المدرسة الطاوسية في دمشق
- المدرسة أبو عنانية بفاس
- المدرسة أبو عنانية بمكناس
- المدرسة الشمسية
- المدرسة المصباحية
- المدرسة النورية في دمشق
- المدرسة التكنزية
- المدرسة الرشادية
- المدرسة الصلاحية في القدس.
- المدرسة الفاضلية في طولكرم، فلسطين.
- المدرسة الكيلانية
- المدرسة الشرفية في بغداد
- بيت الحكمة في بغداد
- جامعة القرويين
- المدرسة الماردنية في دمشق
- حوزة النجف
- خزانة القرويين
- الجامع الأزهر
- دار الحكمة
- مدرسة الدباغة
- مدرسة العيني
- مدرسة الآصفية
- مدرسة العطارين شمال جامع القرويين في فاس.
- مدرسة السلطان محمود - تقع في شارع بورسعيد، انشئت سنة 1164هـ
- مدرسة الأمير قرقماس - تقع في منطقة مصر الجديدة.
- مدرسة أم السلطان شعبان - بشارع باب الوزير في القاهرة بمصر
- مدرسة ومسجد سنجر الجاولي - قلعة الكبش، في القاهرة.